# Gare de Mâcon-Ville
Ne doit pas être confondu avec Gare de Mâcon-Loché-TGV.
La gare de Mâcon-Ville est une gare ferroviaire française des lignes de Paris-Lyon à Marseille-Saint-Charles, de Mâcon à Ambérieu et de Moulins à Mâcon. Elle est située près du centre-ville de Mâcon, préfecture du département de Saône-et-Loire, en région Bourgogne-Franche-Comté.
Elle est mise en service en 1854, par la Compagnie du chemin de fer de Paris à Lyon (PL). Le bâtiment monumental d'origine, dû à l'architecte Alexis Cendrier, est détruit à la fin de la Seconde Guerre mondiale ; il est ensuite remplacé par un bâtiment dans le style des années 1950. Elle est appelée « gare de Mâcon » jusqu'à l'ouverture de la gare TGV dénommée Mâcon-Loché-TGV, située sur la LGV Sud-Est.
C'est une gare de grandes lignes de la Société nationale des chemins de fer français (SNCF), desservie par des TGV inOui et des Intercités ; c'est également une gare régionale du réseau TER Bourgogne-Franche-Comté, desservie par des trains express régionaux.

## Situation ferroviaire

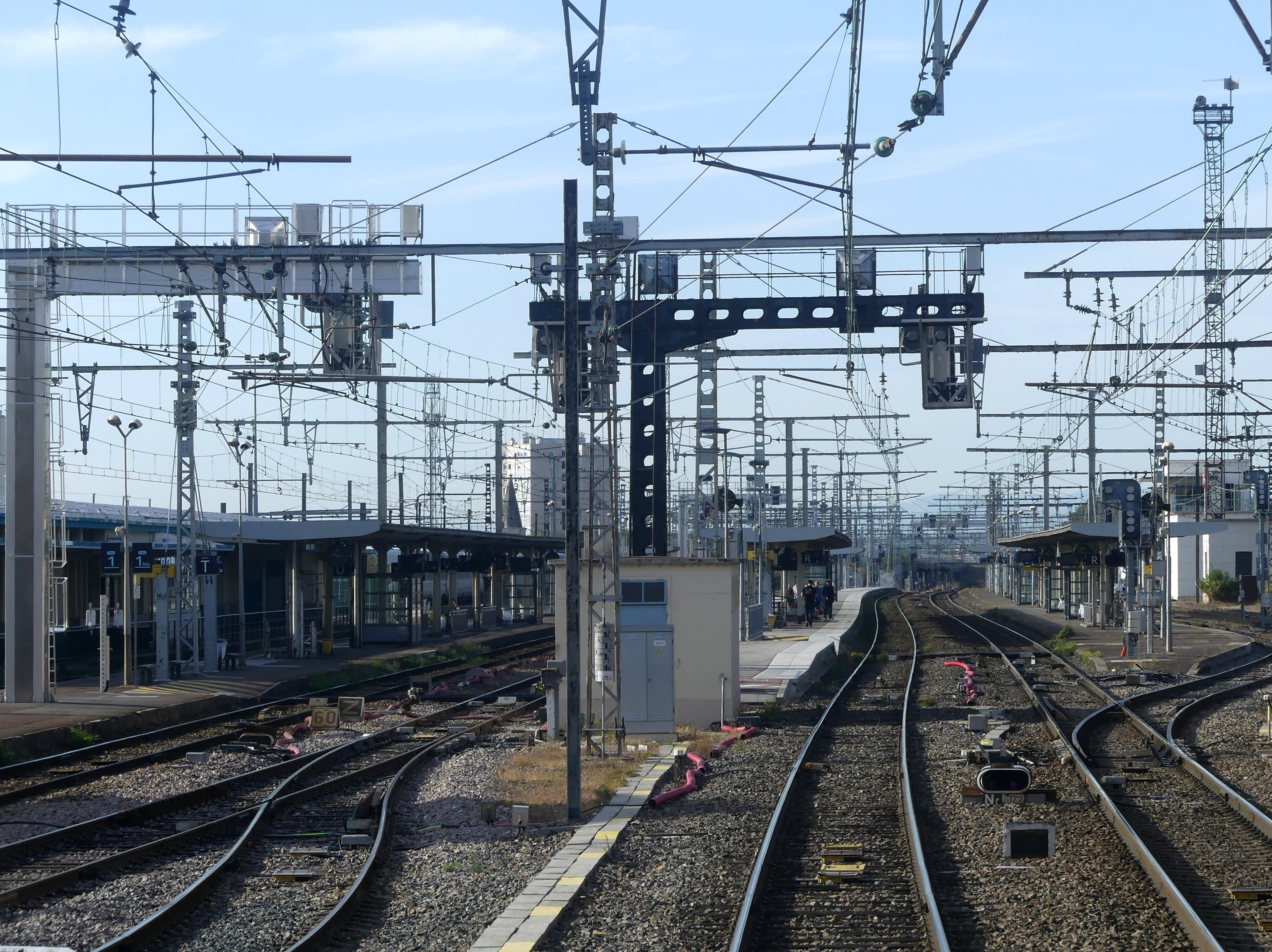
Quais et voies de la gare, en direction de Lyon.

Établie à 188 mètres d'altitude, la gare de bifurcation de Mâcon-Ville est située au point kilométrique (PK) 439,735 de la ligne de Paris-Lyon à Marseille-Saint-Charles, entre les gares de Senozan et de Crêches-sur-Saône.
Elle est également l'origine au PK 0,000, de la ligne de Mâcon à Ambérieu, avant la gare de Pont-de-Veyle, et l'aboutissement au PK 143,947 de la ligne de Moulins à Mâcon, déclassée de Paray-le-Monial à Mâcon.

## Histoire
La « gare monumentale de Mâcon » est mise en service le 10 juillet 1854 par la Compagnie du chemin de fer de Paris à Lyon (PL), lorsqu'elle ouvre à l'exploitation la section de Chalon (Saint-Côme) à Lyon (Vaise) de sa ligne de Paris à Lyon.

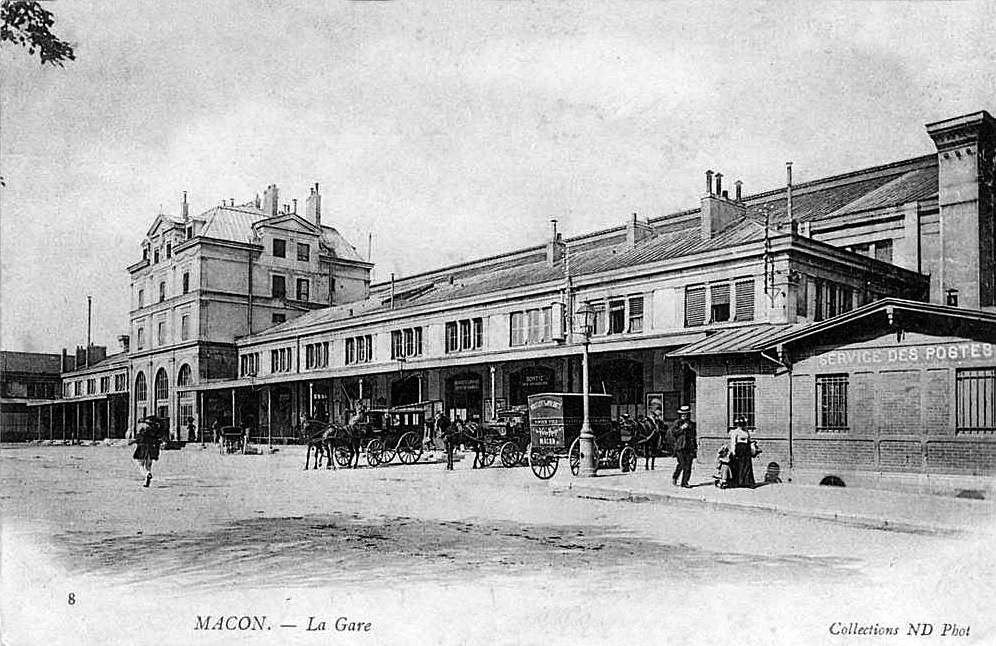
Le bâtiment voyageurs d'Alexis Cendrier, vers 1900.

Gare hors classe, le bâtiment voyageurs est dû à l'architecte de la Compagnie PL, Alexis Cendrier. Construit en 1854, ce bâtiment dispose d'un corps central à trois ouvertures avec deux étages et des combles. De chaque côté du corps central, les deux ailes comportent neuf ouvertures et un étage. Outre les espaces techniques et ceux destinés aux voyageurs, cet important édifice permettait le logement du personnel. On y trouve, notamment, les appartements du chef de gare, de ses sous-chefs, du receveur et des facteurs.
Le 20 juillet 1857, la gare de Mâcon est reliée avec Ambérieu par Pont-de-Veyle et Bourg-en-Bresse avec l'ouverture, par la Compagnie des chemins de fer de Paris à Lyon et à la Méditerranée (PLM), du dernier tronçon de la ligne de Mâcon à Ambérieu. Longue de deux kilomètres, cette portion de ligne comprend d'importants ouvrages : le pont sur la Saône (200 mètres de long et 20 mètres de haut), des viaducs de décharge et d'importants remblais, dont les travaux ont été retardés par les importantes pluies du printemps, ne permettant pas l'ouverture le 6 juin comme la section de Pont-de-Veyle à Bourg-en-Bresse. En 1865, c'est cette gare qui est la plus importante du département avec un nombre annuel de 189 413 voyageurs.

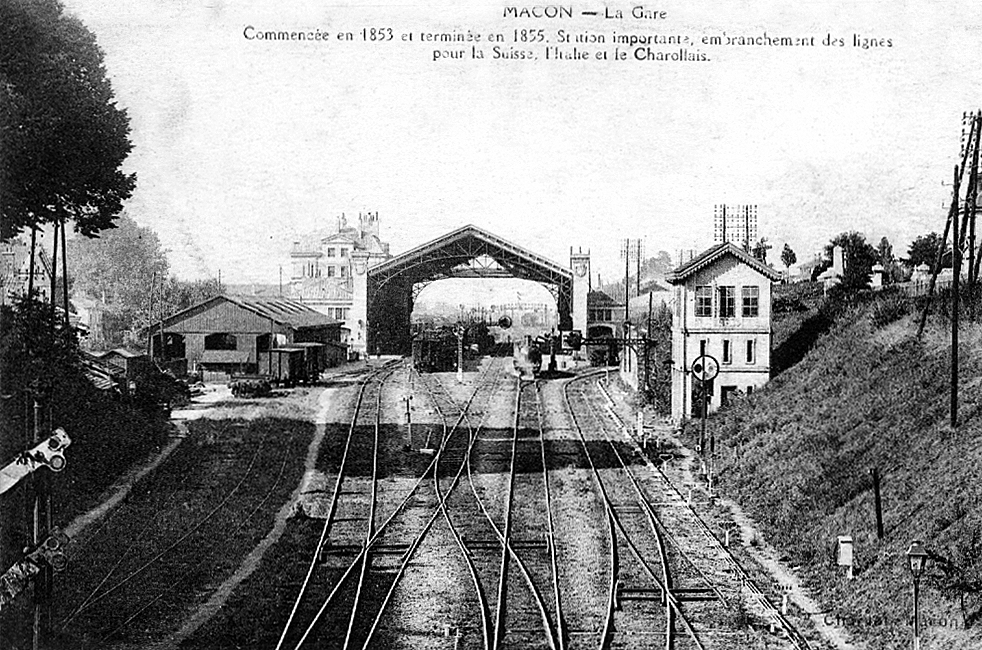
La gare, vers 1900.

Le 16 août 1870, une nouvelle voie relie la gare de Mâcon avec l'ouverture de la ligne de Paray-le-Monial à Mâcon par la Compagnie de la Dombes. En 1883, cette ligne est reprise par le PLM qui réorganise le réseau en créant la ligne de Moulins à Mâcon.
La gare de Mâcon figure dans la nomenclature 1911 des gares, stations et haltes, du PLM. Elle porte le no 10 de Paris à Marseille et à Vintimille, le no 22 de la ligne de Moulins à Mâcon, et le no 1 de la ligne de Mâcon à Modane. C'est une gare, pouvant recevoir et expédier des dépêches privées, qui dispose des services complets, de la grande vitesse (GV) et de la petite vitesse (PV).
Le bâtiment voyageurs de 1854 est détruit en 1944 pendant la Seconde Guerre mondiale. Il est reconstruit après-guerre dans un style moderne et fonctionnel.
Le 27 janvier 1952, est mise en œuvre l'électrification en courant 1 500 V continu entre Chalon-sur-Saône et Lyon-Perrache. Les locomotives électriques 2D2 9100 remplacent les locomotives à vapeur 241 P entre Paris, Dijon et Lyon.
Elle est renommée « Gare de Mâcon-Ville » lors de l'ouverture de la gare TGV dénommée : Gare de Mâcon-Loché-TGV.
En 2011, des travaux sont réalisés pour rénover la gare, notamment pour améliorer l'information et le confort des voyageurs.

## Fréquentation
De 2015 à 2022, selon les estimations de la SNCF, la fréquentation annuelle de la gare s'élève aux nombres indiqués dans le tableau ci-dessous.
| Année                      | 2015      | 2016      | 2017      | 2018      | 2019      | 2020      | 2021      | 2022      |
| -------------------------- | --------- | --------- | --------- | --------- | --------- | --------- | --------- | --------- |
| Voyageurs                  | 1 239 005 | 1 148 009 | 1 222 482 | 1 134 958 | 1 230 858 | 839 209   | 1 059 294 | 1 375 848 |
| Voyageurs et non voyageurs | 1 529 635 | 1 417 296 | 1 509 237 | 1 401 182 | 1 519 578 | 1 036 061 | 1 307 771 | 1 698 578 |

## Service des voyageurs

### Accueil

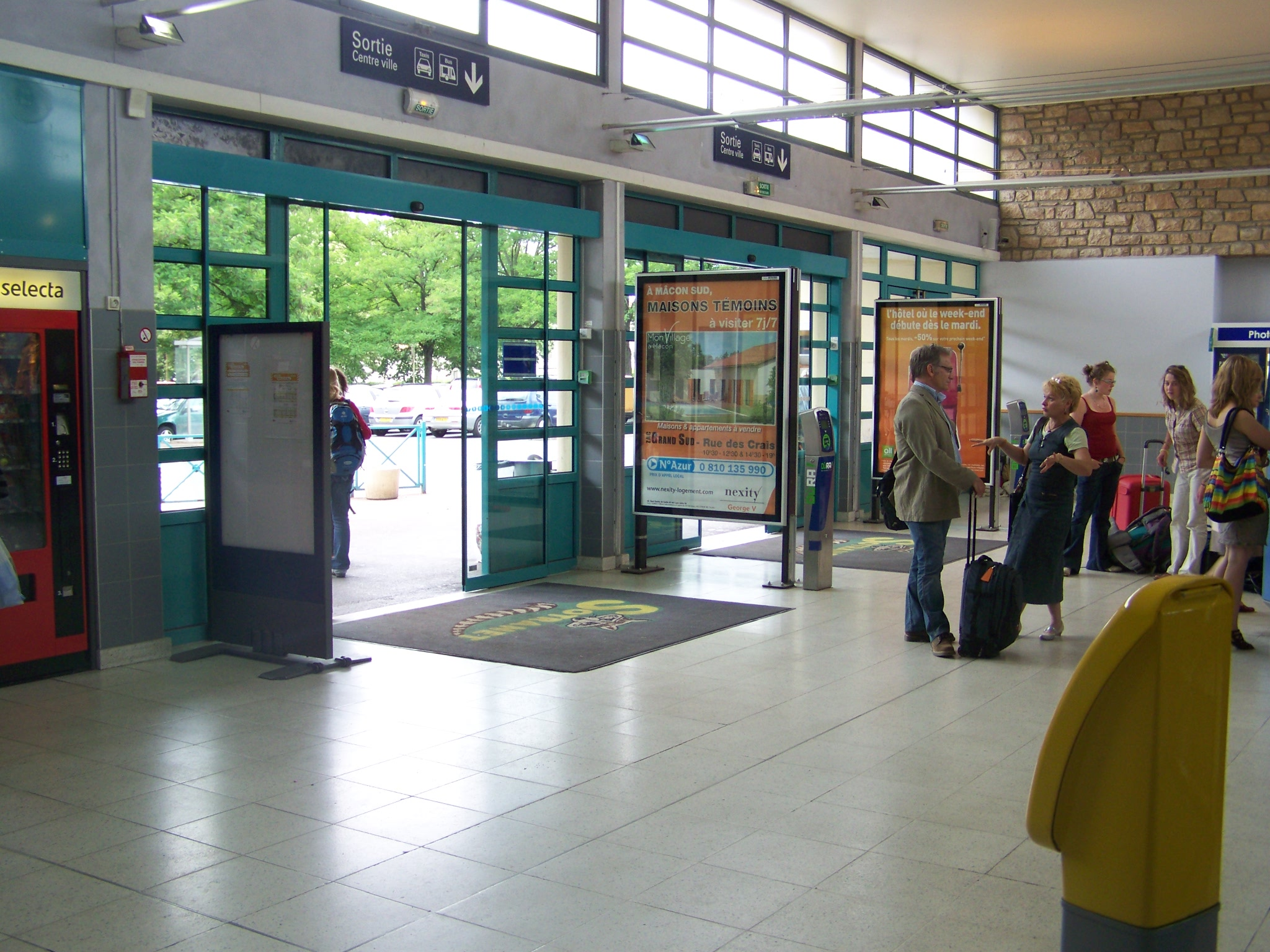
Le hall.

Gare SNCF, elle dispose d'un bâtiment voyageurs, avec guichets ouverts tous les jours. Elle est équipée d'automates pour l'achat de titres de transport. C'est une gare « Accès Plus » ayant des aménagements, des équipements et des services pour les personnes à mobilité réduite. On y trouve notamment un espace d'accueil commercial SNCF, avec points d'information et de vente des titres de transports, un accueil du service jeune voyageur, une salle d'attente, un service des objets trouvés, et des toilettes payantes accessibles à tous. D'autres services commerciaux sont proposés, notamment un distributeur de boissons et de friandises, un kiosque à journaux, une cabine photographique et un photocopieur.

### Desserte

#### TGV
La gare est desservie par des TGV inOui, en provenance ou à destination de : Luxembourg, Metz, Nancy, ou Strasbourg, d'une part ; de Marseille, Nice ou Montpellier, via Lyon-Part-Dieu, d'autre part.

#### Intercités
Mâcon-Ville est desservie par une relation Intercités : Nancy – Dijon – Lyon-Part-Dieu – Lyon-Perrache.

#### TER

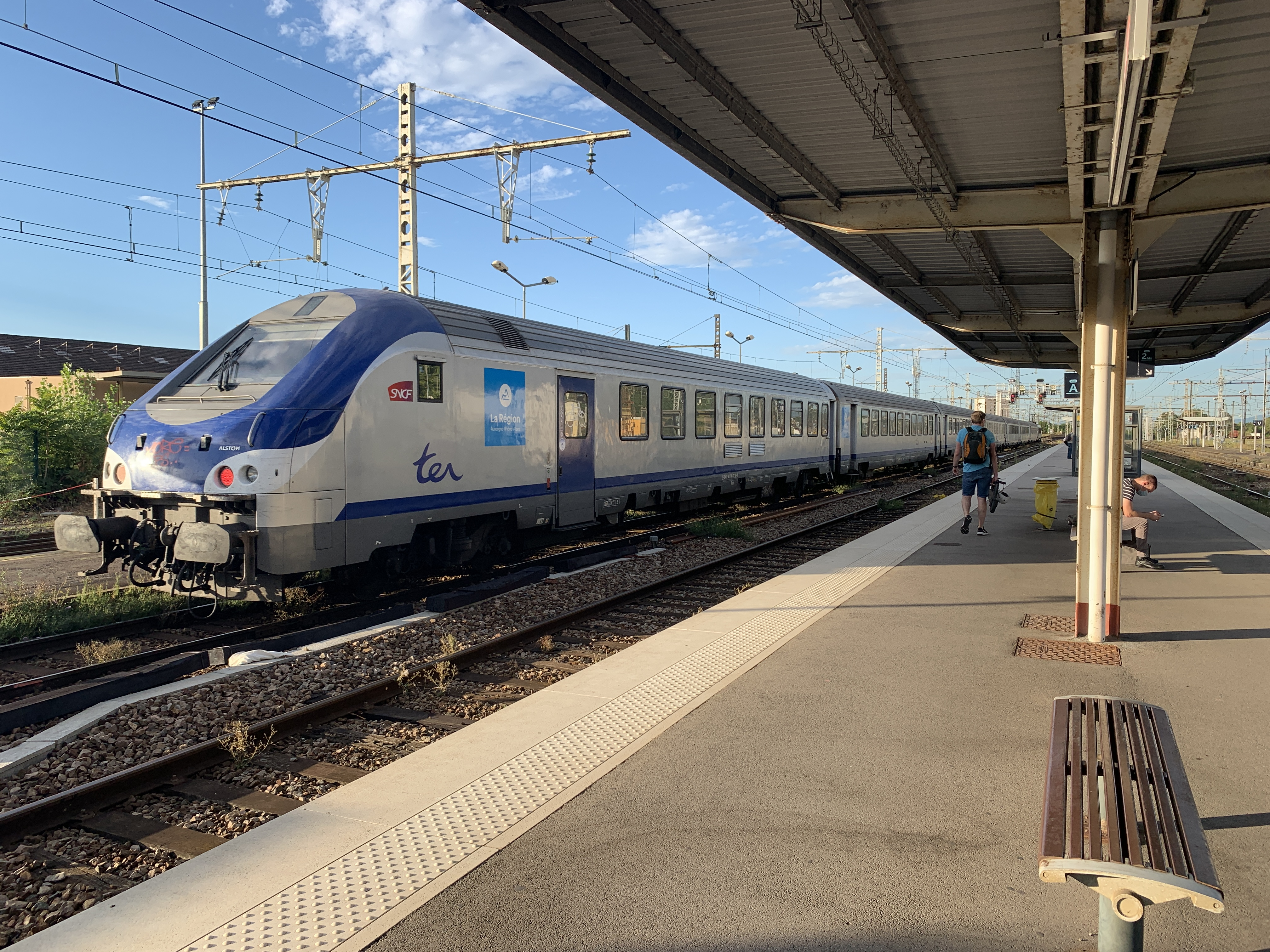
Rame TER en gare.

Mâcon-Ville est aussi desservie par plusieurs lignes de TER :
- TER Bourgogne-Franche-Comté :
  - (Lyon –) Mâcon – Dijon  (– Paris-Bercy) : trains rapides Lyon – Dijon ou Paris, et omnibus Mâcon – Chalon ou Dijon ;

- TER Auvergne-Rhône-Alpes :
  - Mâcon – Lyon (– Valence),
  - Mâcon – Bourg-en-Bresse.

### Intermodalité
Les abords de la gare sont pourvus d'installations destinées à assurer l'intermodalité : parc à vélos gratuit, point de dépose-minute, parking également gratuit, gare routière et station de taxis. Ladite gare routière, contiguë à la gare ferroviaire, propose des correspondances avec les autobus du réseau urbain et les autocars régionaux.

#### Autocars régionaux
La gare est desservie par deux lignes d'autocars régionaux du réseau Mobigo :
- ligne 701 : Mâcon – Chalon-sur-Saône via Cluny ;
- ligne 714 : Mâcon – Chalon-sur-Saône via Tournus.

Des autocars de la région voisine Auvergne-Rhône-Alpes desservent également la gare ; il s'agit des lignes A14, A18 et A55 du réseau Cars Région.

#### Transports urbains
En dehors de la navette de centre-ville, toutes les lignes régulières du réseau urbain TRémA, ainsi que le transport à la demande, desservent la gare.

## Service des marchandises
La gare de Mâcon-Ville est ouverte au service du fret (conteneurs, wagons isolés).